# シャンクスヴィル
シャンクスヴィル（英語Shanksville）は、アメリカ合衆国ペンシルベニア州サマセット郡にある、人口250人ほどのボロである。

## 概要
ピッツバーグの南東約97kmに位置する。2001年9月11日のアメリカ同時多発テロ事件において、市街地の北約4kmの森に近接する草原にユナイテッド航空93便が墜落した（午前10時3分）。墜落現場には簡素なビジターセンターが建てられており、記念碑や公園が建設中である。

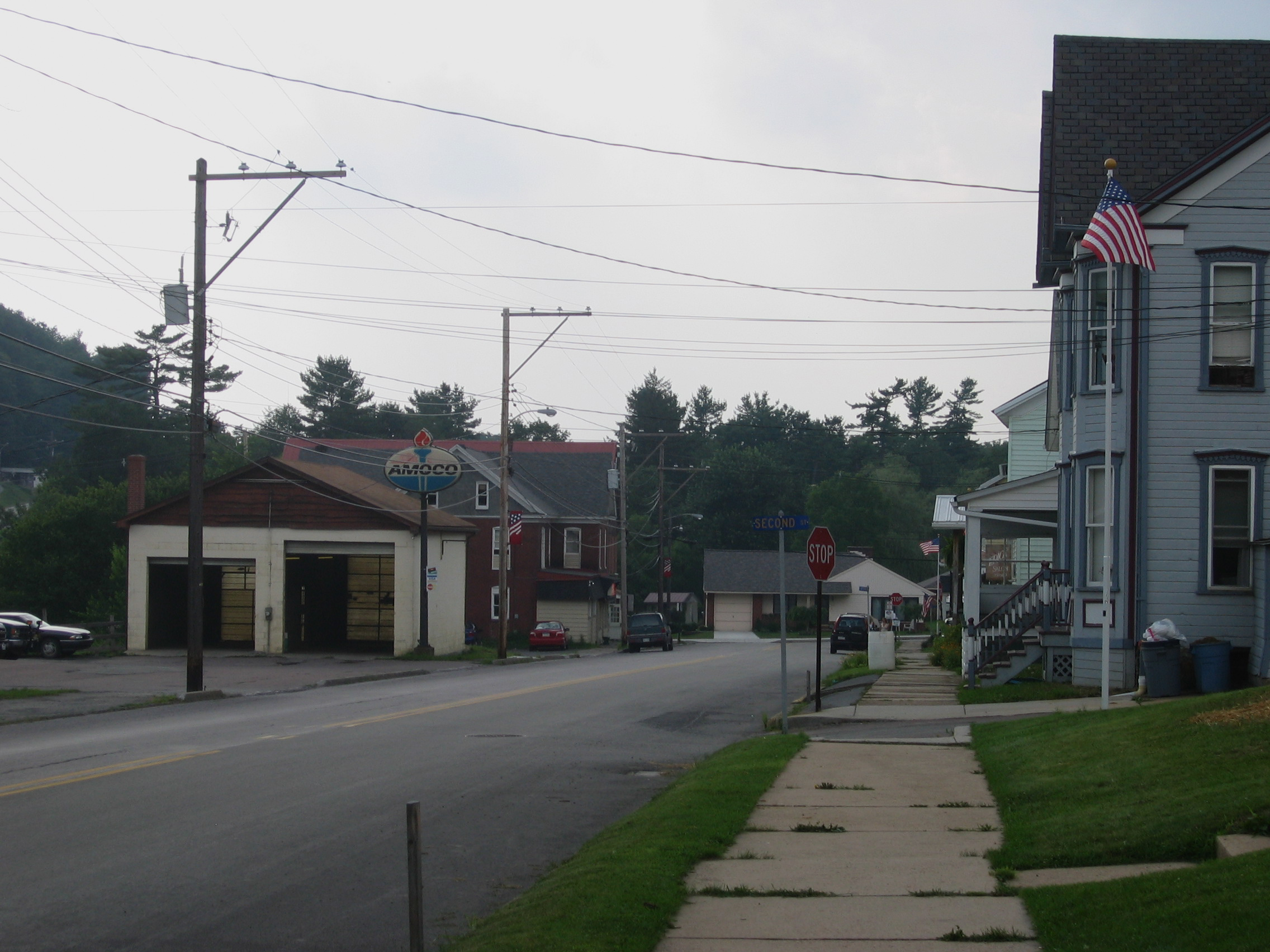
シャンクスヴィルの街並み1
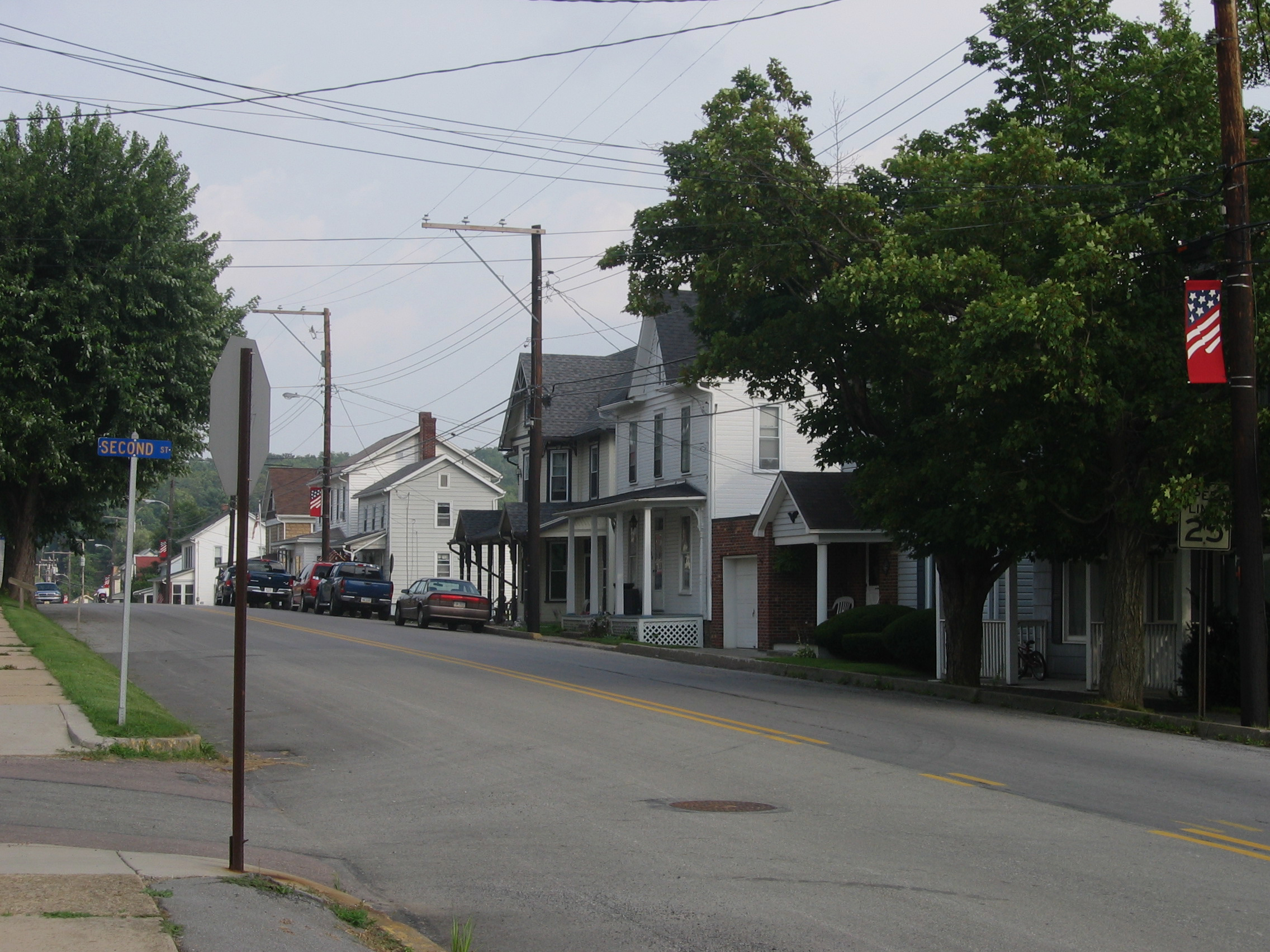
シャンクスヴィルの街並み2
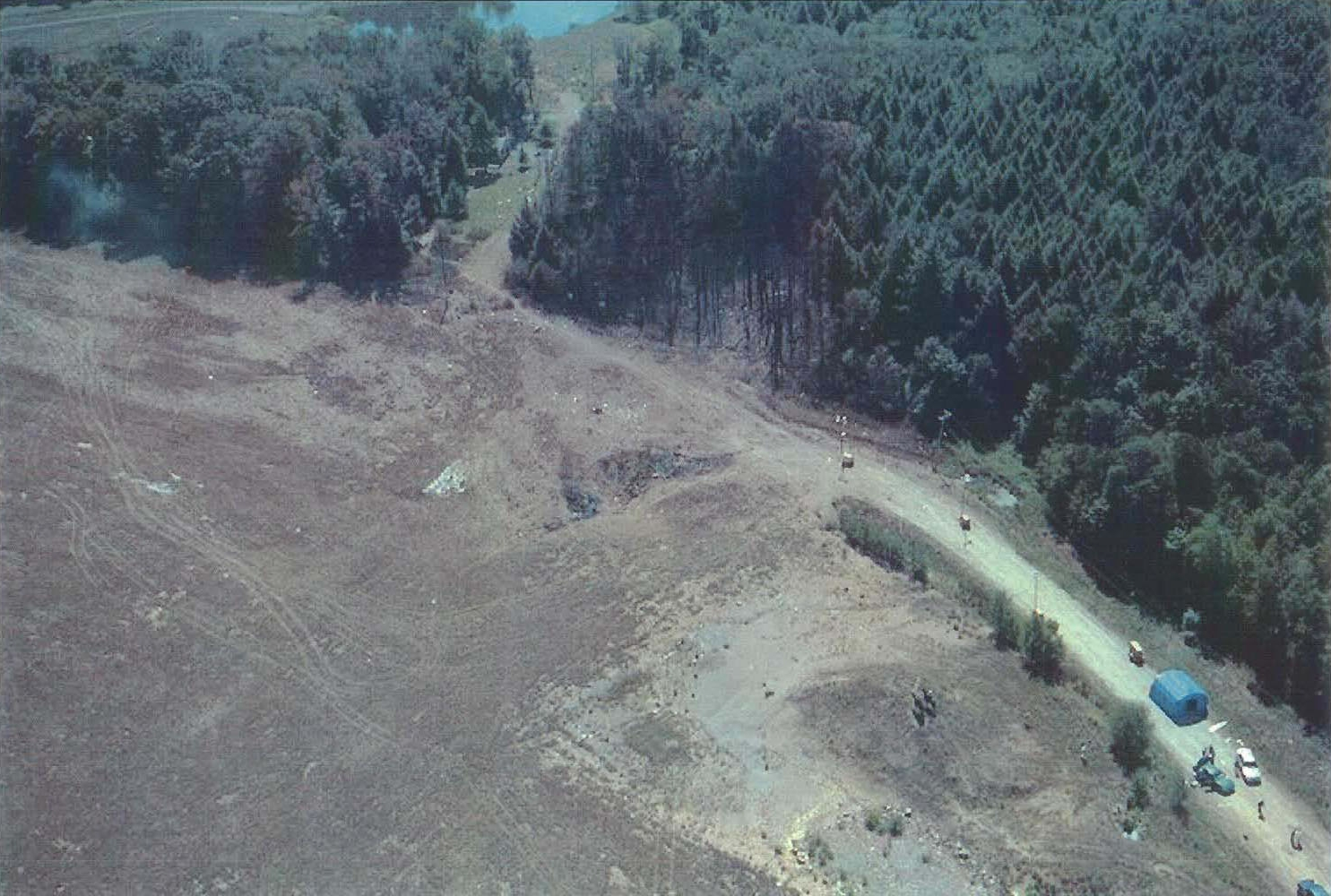
ユナイテッド航空93便墜落現場、2001年11月17日